# Cabdill de Maracaibo
El cabdill de Maracaibo (Todirostrum viridanum) és un ocell de la família dels tirànids (Tyrannidae).

## Hàbitat i distribució
Habita els boscos àrids i matolls de les terres baixes costaneres del nord-oest de Veneçuela.